# Федерален институт на Баия
Федерален институт за образование, наука и технологии на Баия (на португалски: Instituto Federal de Educação, Ciência e Tecnologia da Bahia) е институция, която предлага висше и професионално образование, като има многопрофилна форма. Институтът специализира в предлагането на професионално и технологично образование в различни области на знанието (биология/хуманитарни науки/точни науки).
Федералният институт за образование, наука и технологии на Баия е публична федерална институция, пряко подчинена на Министерството на образованието на Бразилия.